# بست (صوماي برادوست)
بست هي قرية في مقاطعة أرومية، إيران. يقدر عدد سكانها بـ 16 نسمة بحسب إحصاء 2016.